# Théorie des twisteurs
 (novembre 2015).
Si vous disposez d'ouvrages ou d'articles de référence ou si vous connaissez des sites web de qualité traitant du thème abordé ici, merci de compléter l'article en donnant les références utiles à sa vérifiabilité et en les liant à la section « Notes et références ».
La théorie des twisteurs, introduite par Roger Penrose dans les années 1970, essaye d'engendrer l'espace-temps à partir de la structure des rayons lumineux[Information douteuse] ou plus précisément de « particules » se déplaçant à la vitesse de la lumière.
Pour décrire un point de l'espace temps, la théorie imagine tous les rayons lumineux qui parviennent à ce point. Un paramètre doit par ailleurs être ajouté aux rayons lumineux : une hélicité. Finalement l'espace considéré et qui encode l'espace-temps, est de dimension 6.
Aussi appelée supergravitation, la théorie des twisteurs a donné lieu à un nouveau formalisme permettant l'étude des solutions des équations de la relativité générale et à ce titre aurait pu offrir un meilleur point de départ pour la quantification de celle-ci. Elle a été laissée de côté depuis.
Pourtant, elle simplifie les calculs à la fois en relativité générale et en théorie quantique des champs. Il était probable qu'à terme, elle serait devenue le formalisme à la base de cette théorie et que l'on voit une réflexion sur la géométrie de l'espace-temps, certains résultats sont démontrés pour la première fois dans cette théorie.
Certains aspects de la théorie des twisteurs donnent une importance particulière à la causalité, traitée d’un point de vue fondamental, à l’aide d’un formalisme mathématique fondé sur la théorie des groupes, l’analyticité et des notions topologiques (transformations de Penrose, spineurs, cohomologies…).
Mais les efforts dans ce sens n'ont pas abouti et le projet de quantification par cette voie est abandonné.
Par contre le formalisme de twisteur reste utile dans le cadre de la relativité et a même retrouvé un regain d'intérêt dans le cadre de l'étude de la théorie de Yang-Mills via la théorie des cordes (travaux d'Edward Witten sur ce dernier point).
Elle pourrait, tout comme la géométrie non commutative ou encore la théorie des cordes, permettre d'unifier la physique quantique et la théorie de la relativité générale.